# 高衡
高衡（1918年—），男，北京人，中华人民共和国教育管理专家、政治人物，曾任中共黑龙江省委统战部部长，黑龙江省政协副主席。